# Stadio municipale (Breslavia)
Lo Stadio municipale (in polacco Stadion Miejski) è uno stadio calcistico di Breslavia, in Polonia. Sorge nel distretto di Fabryczna.
Costruito in vista del campionato europeo di calcio 2012 assegnato a Polonia e Ucraina, l'impianto è stato aperto nel 2011 ha ospitato alcuni incontri della rassegna. Con una capacità di 45.105 spettatori è il terzo stadio del paese per capienza, dopo lo Stadio nazionale di Varsavia e lo Stadio della Slesia di Chorzów.

## Storia
Progettato dallo studio JSK Architekci, il cui progetto che si caratterizzava per l'idea di "città dinamica" risultò vincitore, prevede una copertura esterna in fibra di vetro e teflon, oltre a un sofisticato sistema di illuminazione.
La costruzione dell'impianto cominciò nell'aprile 2009 e terminò nel settembre 2011. Lo stadio fu inaugurato il 10 settembre 2011 con l'incontro di pugilato tra Tomasz Adamek e Vitali Klitschko. La prima partita vide affrontarsi Śląsk Wrocław e Lechia Gdańsk il 28 ottobre 2011.

## Partite dell'Euro 2012
Le partite che seguono sono state giocate allo stadio durante l'UEFA EURO 2012:
| Data           | Ora (CET) | Squadra #1 | Ris.  | Squadra #2 | Fase del torneo | Spettatori |
| -------------- | --------- | ---------- | ----- | ---------- | --------------- | ---------- |
| 8 giugno 2012  | 20:45     | Russia     | 4 - 1 | Rep. Ceca  | Girone A        | 40 803     |
| 12 giugno 2012 | 18:00     | Grecia     | 1 - 2 | Rep. Ceca  | Girone A        | 41 105     |
| 16 giugno 2012 | 20:45     | Rep. Ceca  | 1 - 0 | Polonia    | Girone A        | 41 480     |

## Collegamenti
La struttura è raggiungibile con l'autostrada A8 e dalle linee 3, 10, 20 e 33PLUS del tram, oltre che la 128 del bus.

## Galleria d'immagini

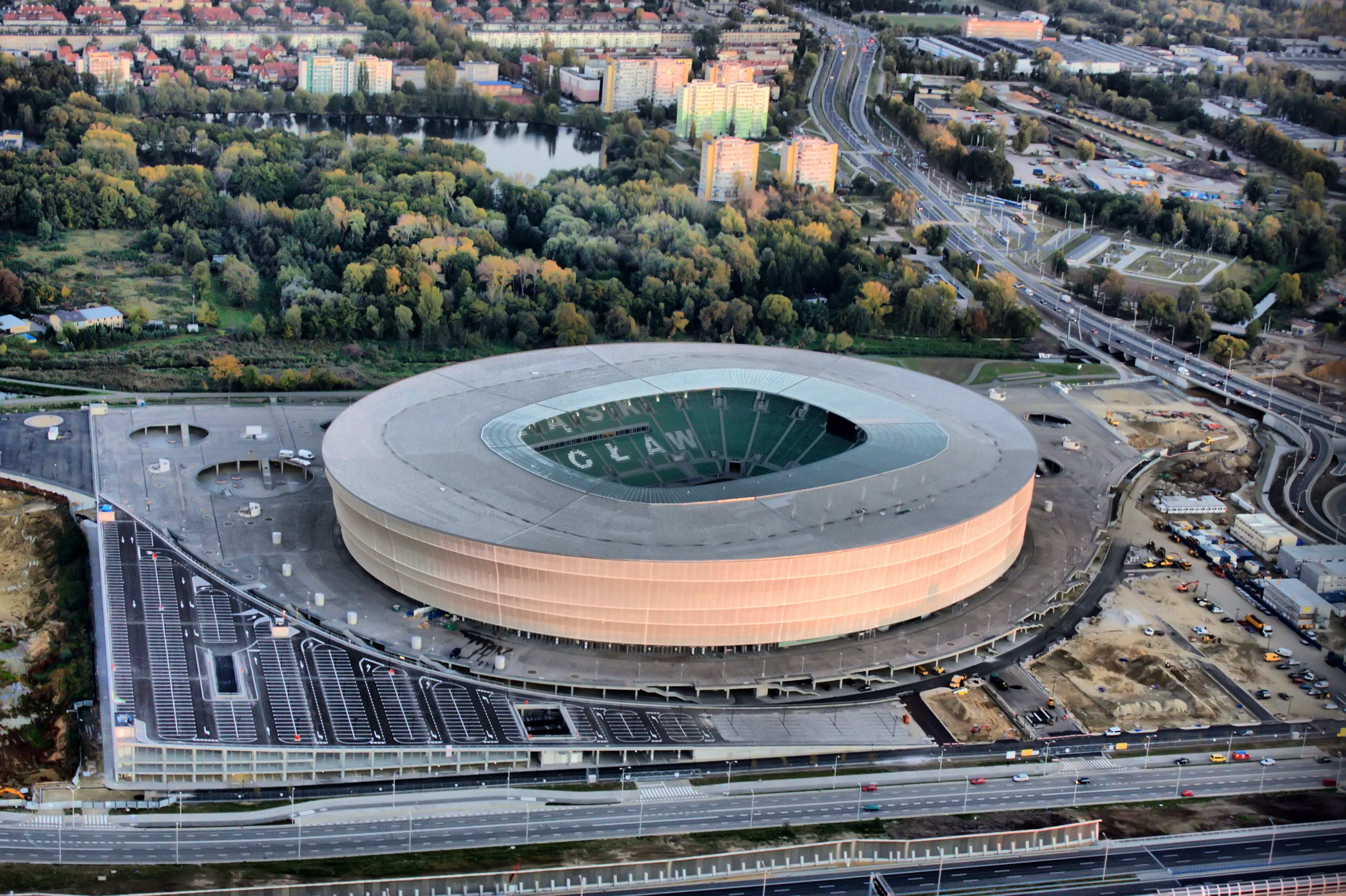
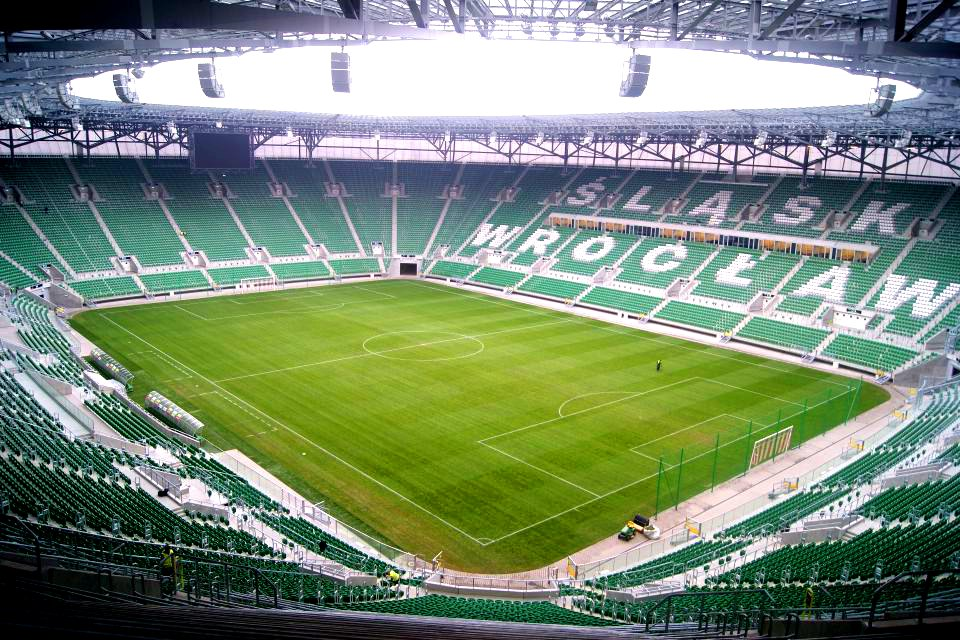
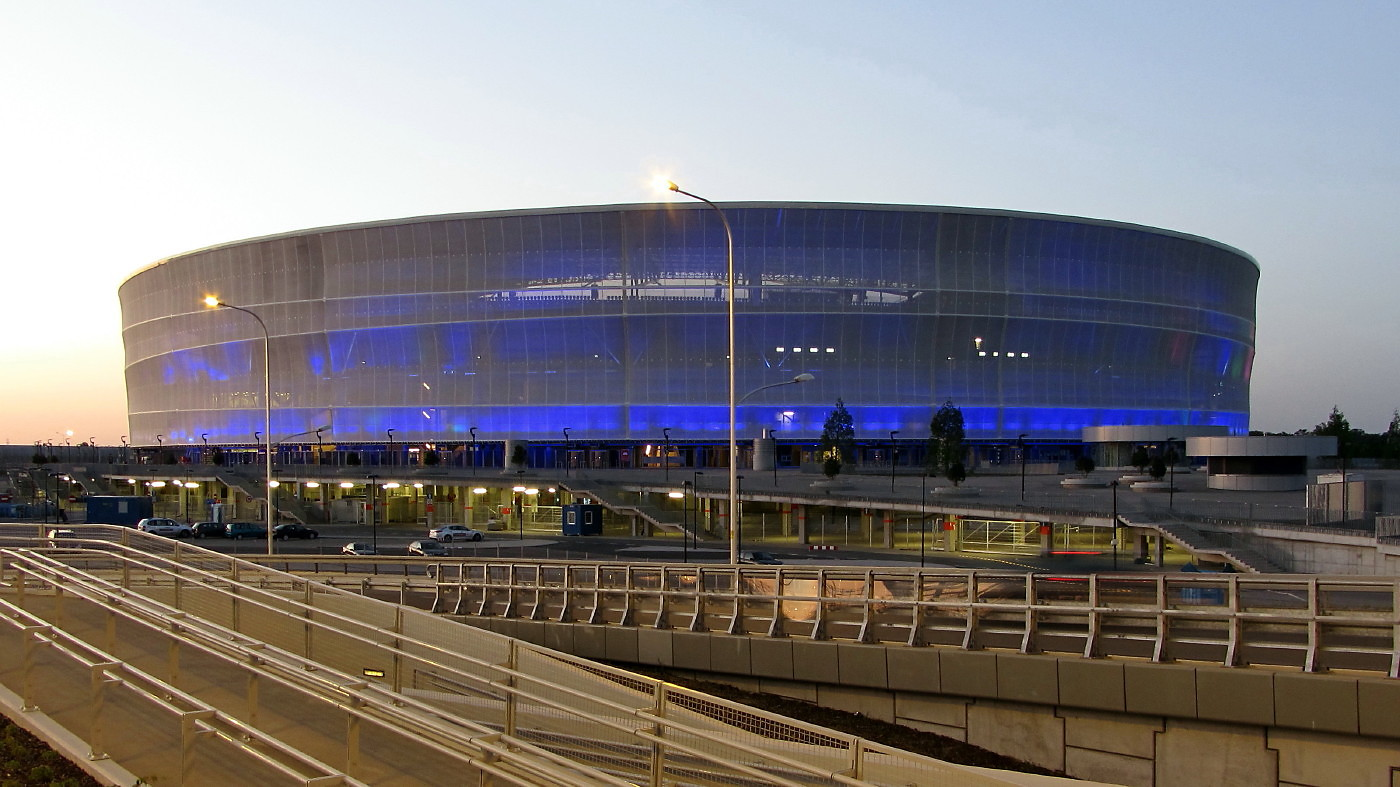
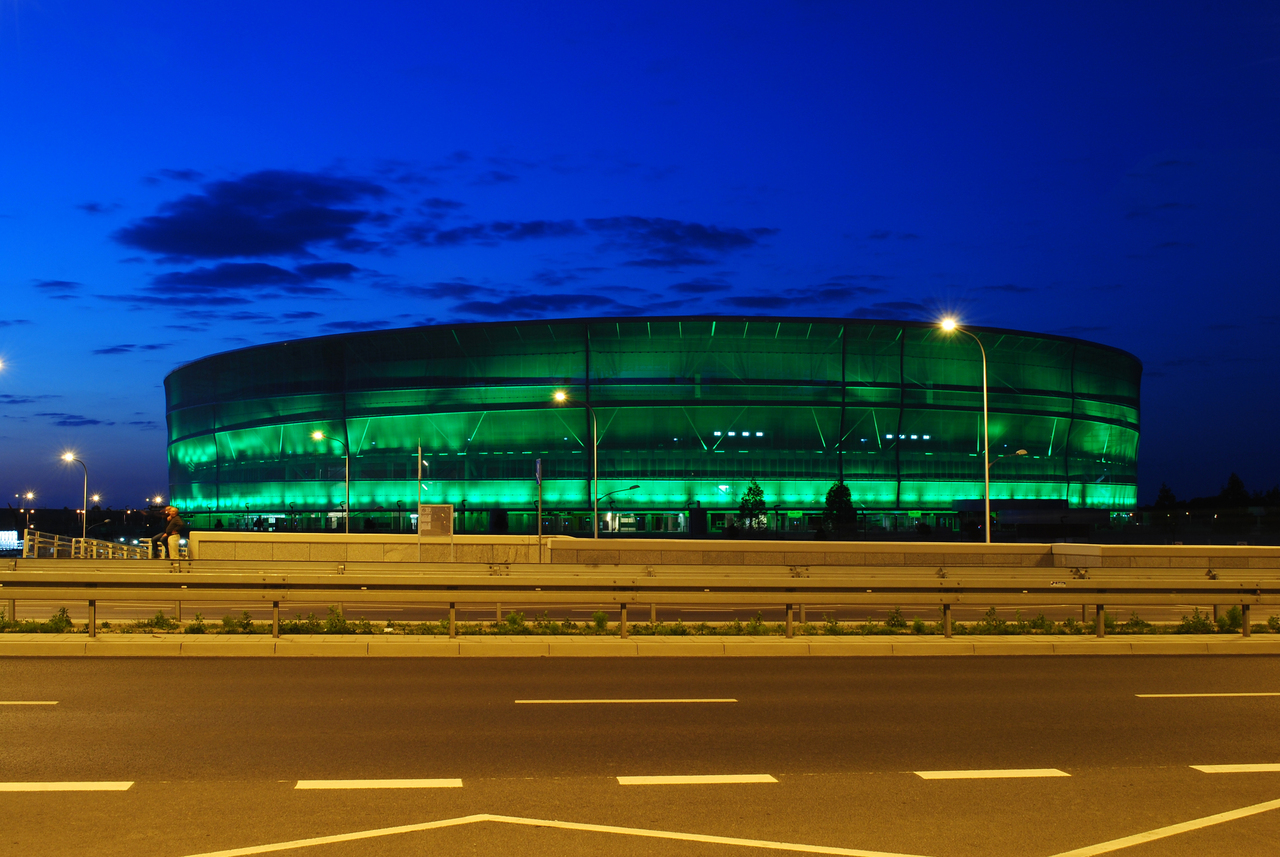